# Nyctobia fusifasciata
Nyctobia fusifasciata là một loài bướm đêm trong họ Geometridae.